# Nikolaj Maletskij
Nikolaj Maletskij (russisk: Николай Леонидович Малецкий) (født 9. maj 1946 i Kyiv i Sovjetunionen, død 17. maj 2021) er en russisk filminstruktør og manuskriptforfatter.

## Filmografi
- Zavtrak s vidom na Elbrus (Завтрак с видом на Эльбрус, 1993)[1][2]